# Deli Creeps
Deli Creeps var ett experimentell rockband bestående av sångaren Maximum Bob, gitarristen Buckethead, trummisen Pinchface och Dan Monti på bas, men ibland inhopp av andra basister.

## Diskografi
- 1991: Demo Tape
- 1996: Demo Tape
- 2005: Flesh For The Beast soundtrack
- 2005: Dawn of the Deli Creeps
- Många live bootleg inspelningar kan man finna bland säljare och fans.

Deli Creeps är också inblandade i följande Buckethead DVD:
- Secret Recipe
- Young Buckethead Vol. 1
- Young Buckethead Vol. 2

### Låtlista av Deli Creeps 1991 Demoalbum
| Nr | Titel              | Längd |
| -- | ------------------ | ----- |
| 1. | Random Killing     | 4:48  |
| 2. | Dream Girl         | 3:54  |
| 3. | Tribal Rites       | 2:47  |
| 4. | Shadows            | 4:42  |
| 5. | Can I Have A Ride? | 4:35  |

### Låtlista av Deli Creeps 1996 Demoalbum
| Nr | Titel              | Längd |
| -- | ------------------ | ----- |
| 1. | Boom Cha Ka        | 4:06  |
| 2. | Can I Have A Ride? | 6:05  |
| 3. | Chores             | 5:17  |
| 4. | Bend Up            | 3:55  |
| 5. | Feast Of Freaks    | 14:01 |

### Låtlista av Dawn of the Deli Creeps
| Nr  | Titel                          | Längd |
| --- | ------------------------------ | ----- |
| 1.  | Can I Have A Ride?             | 7:21  |
| 2.  | Dream Girl                     | 4:00  |
| 3.  | Found Body                     | 3:35  |
| 4.  | Flesh For The Beast            | 5:58  |
| 5.  | Hatchet                        | 3:27  |
| 6.  | Time                           | 5:11  |
| 7.  | Grampa Bill                    | 3:32  |
| 8.  | Chores                         | 4:29  |
| 9.  | Beauty of LIfe                 | 2:12  |
| 10. | Buns of Steel                  | 2:12  |
| 11. | Buried Deep Stays Buried Still | 4:56  |
| 12. | Boom Ch Ka                     | 5:20  |
| 13. | Random Killing                 | 5:25  |

### Medlemmar
- Buckethead - Guitar
- Maximum Bob - sång
- Pinchface - trummor, kompsång
- Dan Monti - Bas